# Ochagavía
Ochagavía település Spanyolországban, Navarra autonóm közösségben. Ochagavía Izalzu, Uztárroz – Uztarroze, Ezcároz – Ezkaroze, Jaurrieta, Hiriberri/Villanueva de Aezkoa, Orbaizeta, Larrau és Lecumberry községekkel határos. Lakosainak száma 488 fő (2024).

## Népesség
A település népessége az elmúlt években az alábbi módon változott:
| Lakosok száma | 688  | 655  | 648  | 614  | 625  | 584  | 543  | 521  | 496  | 488  |
|               | 2001 | 2004 | 2006 | 2009 | 2011 | 2014 | 2016 | 2019 | 2021 | 2024 |